# Maurice FitzGerald, II conde de Desmond

Irlanda normanda, mostrando el condado de Desmond en el suroeste.

Maurice FitzMaurice Fitzgerald, II conde de Desmond (f. 1358) (Maurice Óg) era hijo de Maurice FitzGerald, I conde de Desmond, y su primera mujer, Catherine de Burgh, en algunas fuentes listadas como Margaret.
El II conde se casó con Beatrice de Stafford, hija de Ralph Stafford y Margaret de Audley, condes de Stafford, pero murió sin descendencia masculina, y fue sucedido en el condado de Desmond por su medio hermano Gerald FitzGerald. La viuda de Maurice se casó con Thomas de Ros, Barón de Ros, alrededor de un año después de la muerte de Fitzgerald.
| Nobles de Irlanda                | Nobles de Irlanda          | Nobles de Irlanda              |
| -------------------------------- | -------------------------- | ------------------------------ |
| Precedido por Maurice FitzGerald | Conde de Desmond 1356-1358 | Sucedido por Gerald FitzGerald |